# کوپ (کلرادو)
کوپ (به انگلیسی: Cope) یک منطقهٔ مسکونی در ایالات متحده آمریکا است که در شهرستان واشینگتن، کلرادو واقع شده‌است. کوپ ۱٬۳۴۳ متر بالاتر از سطح دریا واقع شده‌است.